# Bock (isola)
Bock è un'isola artificiale tedesca nel mar Baltico. Si trova a sud est dell'isola di Hiddensee e ad est della penisola di Zingst. L'isola è disabitata, ma amministrativamente fa parte del comune di Groß Mohrdorf, nel Meclemburgo-Pomerania Anteriore. È una riserva naturale all'interno del parco nazionale del Paesaggio lagunare della Pomerania Anteriore.